# Mouthwash
Mouthwash è un singolo di Kate Nash, il secondo estratto dal suo primo album Made of Bricks, pubblicato nel 2007.

## Il video
Il video per Mouthwash, pubblicato il 1º ottobre 2007, è stato diretto da Kinga Burza ed è stato girato, con la collaborazione del cast di Starlight Express, nel Bristol Hippodrome. Il video vede Kate Nash nel backstage di un concerto e suonare il piano sul palco.

## Tracce
CD britannico
1. "Mouthwash"
2. "Stitching Leggings"

Vinile 7" (prima versione)
1. Mouthwash
2. Dirt (Demo from Iceland)

Vinile 7" (seconda versione)
1. Mouthwash
2. Take 'Em Out

Download digitale
1. Mouthwash (Hot Chip Remix)

## Classifiche
| Classifica (2007-08) | Posizione più alta |
| -------------------- | ------------------ |
| Belgio (Fiandre)     | 56                 |
| Regno Unito          | 23                 |